# Férule papale
Pour les articles homonymes, voir Férule.

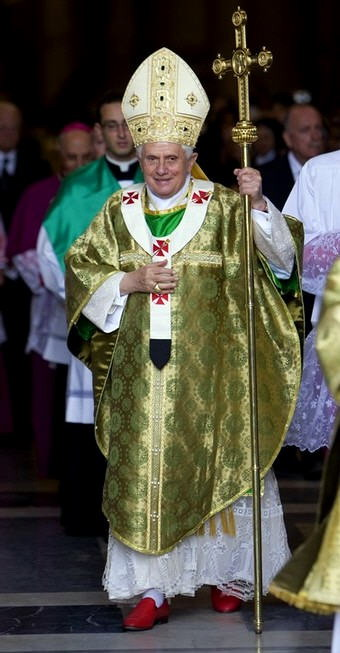
Le pape Benoît XVI tenant en main la férule du pape Pie IX.

La férule papale, appelée aussi férule pontificale ou croix papale, est un bâton liturgique (surmonté, ou non, d'une croix) utilisé par le pape. Elle se différencie de la crosse épiscopale des évêques.

## Description
En 1965, Paul VI utilise pour la première fois une nouvelle férule, créée par l'orfèvre Lello Scorzelli. Ce bâton liturgique a pour particularité de représenter un crucifix, et non une simple croix, sans crucifix, comme le sont traditionnellement toutes les autres férules papales. Cette férule sera réutilisée par ses successeurs Jean-Paul Ier, Jean-Paul II et Benoît XVI.
Le 16 mars 2008, lors des célébrations du dimanche des Rameaux sur la place Saint-Pierre, le pape Benoît XVI porte la croix papale qui avait été précédemment utilisée par le pape Pie IX (et occasionnellement par les papes pour les ouvertures des années saintes).
Cette croix est utilisée jusqu'au 28 novembre 2009, date à partir de laquelle le pape Benoît XVI utilise une nouvelle férule qui lui est personnelle. Cette nouvelle croix est un cadeau du Circolo San Pietro (Le cercle de Saint Pierre, un organisme catholique fondé au XIXe siècle qui soutient le Saint-Siège : selon Monseigneur Guido Marini, maître des cérémonies pontificales, « elle peut être considérée, dans son usage et son intention, comme étant le bâton personnel de Benoît XVI ».
Le pape François a continué à utiliser la férule de Benoît XVI au début de son pontificat. Le 7 avril 2013, à la messe de la prise de possession de la chaire d'évêque de Rome, François utilise de nouveau la férule de Paul VI avec le crucifix représenté dessus. L'usage de ces deux férules est alors alterné. Le pape François a également utilisé d'autres férules de façon plus occasionnelle. Lors de la messe du 8 juillet 2013 à Lampedusa, le pape en a utilisé une en bois, réalisée à partir du bois d'embarcations naufragées. Le 1er novembre 2013, le pape François a utilisé une toute nouvelle férule, œuvre du sculpteur-orfèvre romain Maurizio Lauri et réalisée en bois de kaoba, bronze et argent. Le 13 avril 2014 pour la messe des Rameaux, une autre férule en bois, sculptée pour l'occasion par les détenus de la prison de San Remo, est utilisée. François en fait usage à plusieurs reprises, comme lors de son voyage en Terre sainte en mai 2014. Il l'utilisera encore lors d’un des plus longs et denses voyages de son pontificat, en se rendant successivement en Équateur, en Bolivie et au Paraguay .
Les légats peuvent aussi la recevoir temporairement puisqu'ils représentent le pape.
Le camerlingue de la Sainte Église romaine étant chargé des biens temporels du Saint-Siège pendant la période sede vacante du pouvoir pontifical, il reçoit des mains du pape qui le nomme une férule d'or.

## Symbolique

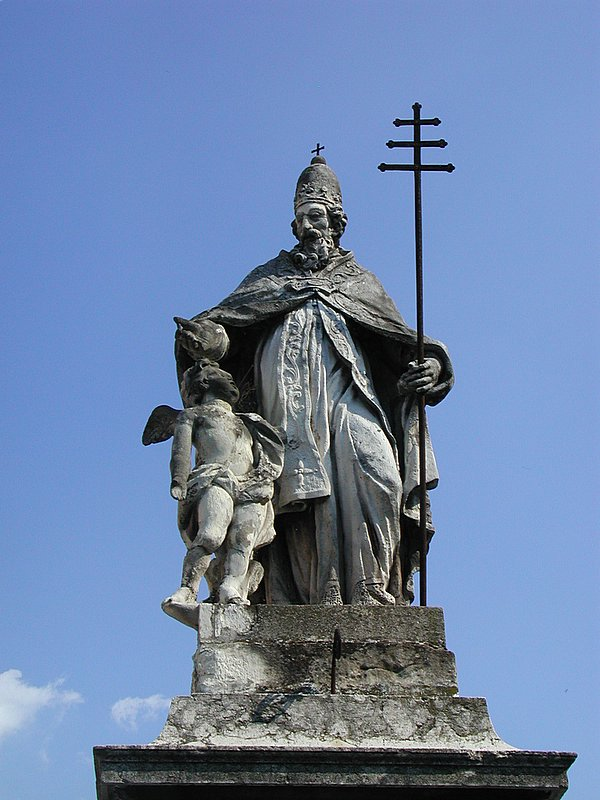
Statue du pape Sylvestre Ier avec la croix à trois branches.

La croix papale est ainsi l'un des emblèmes officiels de la fonction papale. Variante de la croix patriarcale, elle a la forme d'une croix à trois branches ou croisillons d'inégale longueur qui vont en se réduisant vers le haut. Elle symbolise, comme les trois couronnes superposées de la tiare, le triple pouvoir papal : pouvoir d'Ordre, pouvoir de Juridiction (gouvernement de l'Église) et pouvoir de Magistère, qu'exerce continuellement le Pontife romain. Elle figure souvent dans la statuaire et l'iconographie. Il s'agit en réalité non pas tant d'une férule, au sens propre, que d'une Croix processionnelle, que le pape prend en main notamment pour franchir solennellement la Porte Sainte.
On retrouve aussi très régulièrement au bas de la Croix, une pomme de pin, symbole de vie éternelle.